# Mawdud ibn Altuntash
Mawdud ibn Altuntash o Sharaf al-Dawla Mawdud o también Mawdud ibn at-Tuntikin fue atabeg de Mosul de 1109 a 1113, líder de varias expediciones importantes, pero fracasadas, contra los cruzados.

## Biografía
Fue un oficial del Gran Selyúcida Mehmed I, quien le ordenó tomar Mosul, en aquel momento en poder del atabeg Jawali, que intentaba hacerse independiente. El gobierno tiránico de Jawali había generado el descontento de la población de la ciudad. Un viernes del mes de agosto de 1109, aprovechando que todo el mundo se encontraba en la mezquita, unos albañiles consiguieron tomar dos torres y abrieron las puertas a las tropas de Mawdud, que se convirtió así en atabeg de la ciudad mientras Jawali se daba a la fuga.
Tras ello, Mehmed I le encargó la organización de varias campañas contra los cruzados, en nombre de la yihad. La primera se desarrolló en la primavera del año 1110. Tras reunirse con las tropas de Ilghazi ibn Artuk, emir de Mardin y las de Soqman al Qutbi, emir de Khilat (actual Ahlat, en Turquía) y de Maiyafariquin (actual Diyarbarkir, en Turquía), marchó sobre Edesa y comenzó a asediarla en abril de 1110. El rey Balduino I de Jerusalén, una vez enterado, acudió al frente de un ejército para socorrer la ciudad y obligó a Mawdud a levantar el asedio en junio. En su retirada, el emir de Mosul intentó atraer el ejército franco a una trampa, pero Balduino, prudentemente, renunció a perseguir el ejército turco.
En 1111, unos emisarios bizantinos fueron a proponer una alianza al sultán selyúcida y al califa y, como consecuencia de un motín donde los musulmanes reprochaban a sus dirigentes su inercia frente a los cruzados, Mehmed I pidió a Mawdud que organizara una nueva contra-cruzada. Mawdud reunió nuevamente un importante ejército e invadió el condado de Edesa. La capital estaba perfectamente abastecida y sus murallas suficientemente reforzadas, por lo que Mawdud prefirió renunciar a tomar la ciudad y asediar el 28 de julio la ciudadela de Turbessel, en poder de Joscelino I de Edesa. Pero varias adversidades obligaron a Mawdud a levantar el sitio: Radwan, sultán de Alepo, le pidió que le socorriera porque Tancredo de Galilea estaba a punto de tomar Alepo; al mismo tiempo, Ahmed Beg, emir de Marâgha y aliado de Joscelino, llegaba al frente de un ejército para socorrer a este último, y Tughtekin, emir de Damasco, decidía quedarse al margen y no intervenir. Cuando Mawdud llegó a Alepo, fue para descubrir que el peligro que amenazaba a Alepo no era tan inminente como le habían dicho y para constatar que Radwan le negaba la entrada en la ciudad. En efecto, los gobernantes de Alepo y Damasco temían más a Mawdud que a los francos y habían maniobrado de esta forma para obligarle a levantar el sitio de Turbessel y ganar tiempo mientras llegaba un ejército franco conducido por Balduino I.
En abril de 1112, intentó una nueva campaña contra el condado de Edesa, pero después de haber intentado sin éxito tomar Turbessel, una parte de su ejército fue diezmado por Joscelino el 15 de junio. Aprovechando sus contactos entre la población armenia de Edesa, intentó que le entregaran la ciudad, pero Balduino II, conde de Edesa, y Joscelino descubrieron el complot y masacraron a los conspiradores.
En 1113, Tughtekin, emir de Damasco, víctima de las razzias de los francos que devastaban su emirato y en guerra con el reino de Jerusalén por la posesión de Tiro, apeló a Mawdud, quien aprovechó para relanzar la yihad en el mes de mayo. La coalición arrasó Galilea y asedió Tiberíades, sin conseguir tomarla. Consiguieron derrotar un primer ejército de ayuda conducido por Balduino I el 28 de junio, pero este último recibió refuerzos que impidieron a Mawdud y Tughtekin aprovechar su victoria, bloqueados por los francos y con muchas dificultades para abastecerse en la región que acababan de devastar. Finalmente, fueron obligados a regresar a  Damasco el 30 de agosto. El 2 de octubre de 1113, mientras salía de la mezquita de Damasco donde acaba de participar en el rezo, Mawdud fue asesinado por un nizarí. No se sabe quién fue el instigador del asesinato: pudieron ser tanto los propios nizaríes, agraviados por Mawdud, como Tughtekin, quien temía que Mawdud, como representante del sultán, tomase el control sobre Damasco, y quien fue señalado por sus contemporáneos como el culpable.